# Bruneau-Jarbidge
Bruneau-Jarbidge er en caldera i Idaho, USA, der er opstået efter et vulkanudbrud i miocæn for 10-12 millioner år siden.
42°18′N 115°12′V / 42.3°N 115.2°V